# مک‌لین وارد
مک‌لین وارد (انگلیسی: McLain Ward؛ زادهٔ ۱۷ اکتبر ۱۹۷۵) سوارکار اهل ایالات متحده آمریکا بود.
وی در مسابقات کشوری و بین‌المللی در مجموع برندهٔ ۶ مدال طلا، ۲ مدال نقره، ۲ مدال برنز شده‌است.